# Abdel Kader al-Husseini
Abdel Kader al-Husseini (în arabă عبد القادر الحسيني, ortografiat și Abd al-Qadir al-Husayni sau Abd al-Qader al-Husseini) (1907 – 8 aprilie 1948) a fost un arab palestinian naționalist și un luptător care a fondat, spre sfârșitul anului 1933, gruparea secretă militantă cunoscută ca Organizația pentru Lupta Sfântă (Munathamat al-Jihad al-Muqaddas), pe care el și Hasan Salama au comandat-o în perioada mandatului britanic asupra Palestinei sub denumirea de Armata Războiului Sfânt (Jaysh al-Jihad al-Muqaddas), în timpul revoltei arabe din 1936–39 și războiului civil din 1947–48.

## Familia și începuturile naționaliste

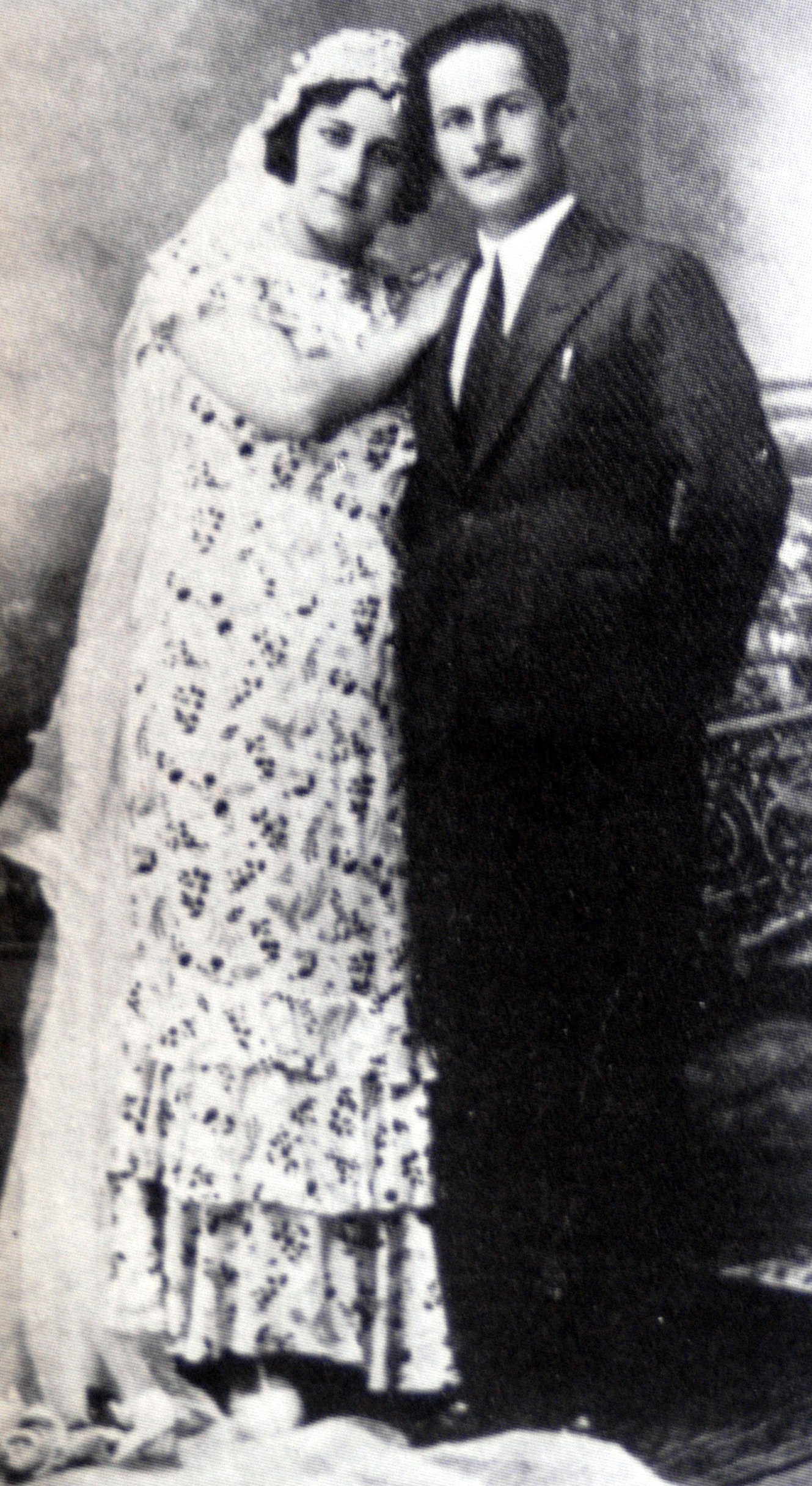
Fotografia de nuntă a lui Abdel Kader al-Husseini, 1934

Husseini s-a născut în sânul influentei familii al-Husseini din Ierusalim, fiind fiul lui Musa al-Husseini, care a ocupat funcția de primar al orașului începând cu Primul Război Mondial și până în 1920, și nepotul lui Amin al-Husseini. A absolvit Universitatea Americană din Cairo cu specialitatea chimie și a pus bazele Congresului Musulmanilor Educați.
Inițial a ocupat un post în departamentul de colonizare al guvernului mandatului britanic, dar apoi s-a mutat în regiunea Hebron în timpul revoltei arabe, pentru a conduce lupta împotriva ocupației britanice. Membru al Partidului Arab Palestinian, Abdel Kader a activat ca secretar-general al acestuia și a devenit editorul-șef al ziarului partidului, Al-Liwa’, și al altor ziare, inclusiv Al-Jami’a Al-Islamiyya.
Abdel Kader al-Husseini s-a căsătorit în 1934 și a devenit apoi tatăl lui Faisal al-Husseini (17 iulie 1940 – 31 mai 2001), fondatorul și liderul Societății pentru Studii Arabe, conducătorul organizației Fatah din Cisiordania și ministru pentru problemele Ierusalimului în Autoritatea Palestiniană.

## Bătălia de la al-Qastal
În 1938 Husseini a fost exilat, iar în 1939 a fugit în Irak, unde a luat parte la lovitura de stat din 1941. În 1946 s-a mutat în Egipt, dar s-a întors în secret în Palestina în ianuarie 1948 pentru a conduce Armata Războiului Sfânt. Husseini a fost ucis în timp ce plecase în recunoaștere la adăpostul ceții într-o zonă a dealului Qastal, la primele ore ale zilei de 8 aprilie 1948. Trupele sale au capturat ulterior al-Qastal de la Haganah, care ocupase satul cu șase zile mai devreme, în primele faze ale operațiunii Nahșon, cu ajutorul unei forțe de circa a 100 de oameni. Trupele Haganah s-au retras din fața forțelor arabe în așezarea evreiască Motza. Membri ai Palmach au recapturat satul al-Qastal în noaptea de 8 spre 9 aprilie, pierzând 18 oameni în atac. Militanții Palmach au aruncat în aer majoritatea caselor, iar dealul a devenit un post de comandă evreiesc. Moartea lui Husseini a consituit un factor în scăderea moralului trupelor sale.

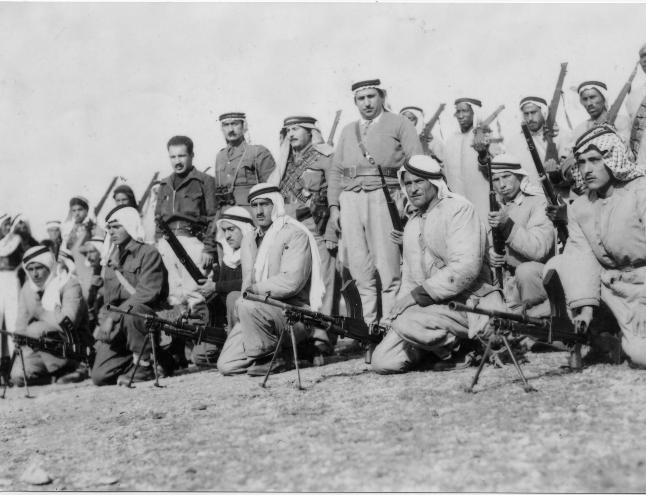
Abdel Kader al-Husseini cu trupele sale anterior atacării Kfar Etzion, în ianuarie 1948. Fotografie făcută de un spion Palmach
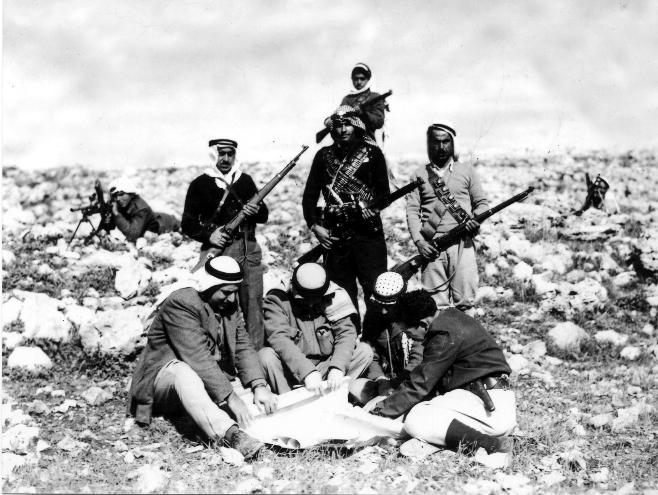
Abdel Kader al-Husseini cu ofițerii săi în ziua în care a fost ucis
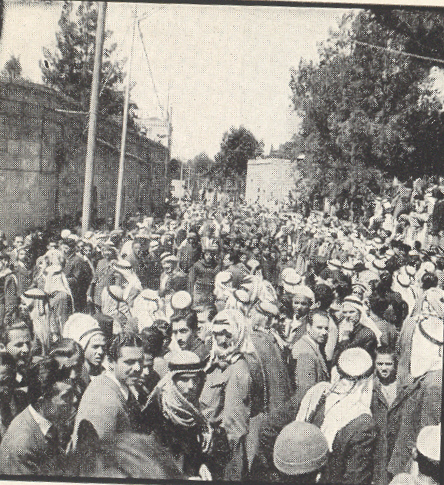
Persoane îndoliate la înmormântarea lui Husseini se adună lângă Sheikh Jarrah